# Malachi Pearson
Malachi Pearson, född 12 juni 1981 i San Luis Obispo County i Kalifornien, är en före detta amerikansk skådespelare. Hans mest kända insats är i filmen Casper från 1995, där han gör rösten till just spöket Casper. Han har också medverkat i två avsnitt av TV-serien Huset fullt, i rollen som Brian Kagan.

## Filmografi (i urval)

### Filmer
- 1989 – Den lilla sjöjungfrun (röst)
- 1991 – En stor stark
- 1992 – Quicksand: Utan återvändo
- 1993 – Reckless Kelly
- 1993 – Skuld och oskuld
- 1995 – Casper (röst)

### TV-serier
- 1988 – Fem i familjen (TV-serie)
- 1989 – Hard Time on Planet Earth (TV-serie)
- 1989 – Highway to Heaven (TV-serie)
- 1989–1990 – Huset fullt (TV-serie)
- 1990 – Räkna med bråk (TV-serie)
- 1993 – Baywatch (TV-serie)
- 1993 – Lugn i stormen (TV-serie)
- 1993 – Den lilla sjöjungfrun (TV-serie) (röst)
- 1994 – Aladdin (TV-serie) (röst)
- 1996 – Gargoyles (TV-serie) (röst)
- 1997 – Rasten (TV-serie) (röst)
- 2000 – Kenan & Kel (TV-serie)
- 2000 – Malcolm – Ett geni i familjen (TV-serie)